# Hosszúszőrű pireneusi juhászkutya
A 'hosszúszőrű pireneusi juhászkutyának van egy rövidebb szőrű változata is, a Berger des Pyrénées á face rase, melynek neve magyarul szó szerint „pireneusi juhászkutya rövidszőrű arccal”, azonban nemcsak a kutya fején, hanem egész testén sokkal rövidebb, de nem teljesen rövid a szőr. Magyar elnevezése félhosszúszőrű pireneusi juhászkutya.

## Eredete
A legkisebb francia juhászkutya, a hazánkban nem tenyésztett fajták közé tartozik. Több száz éve létezik, már 18. századi festményeken is ábrázolták. A 20. századig azonban senki sem érdeklődött a fajta iránt, csak a pireneusi juhászok, akiket kutyáik hűségesen és buzgón szolgáltak. 1926-ban fogadták el nemzetközileg a hivatalos fajtaleírást (standard), mely azóta messzemenően változatlan. Napjainkban kiváló mentőkutyaként vagy éppen sikeres agility-versenyzőként ismert, de városi kísérőkutyának is alkalmas, ha gazdája megfelelő mozgásteret és elfoglaltságot tud biztosítani számára.

## Testfelépítése
Közepes termetű kutya. Feje a barnamedvéére emlékeztet. Szeme gesztenyebarna, füle feláll. Háta hosszú, feszes, ágyéka rövid, mellkasa mérsékelten fejlett. Végtagjai finom csontozatúak, mancsa ovális. Farkát kurtítják, de sok kiskutya farok nélkül születik.  Színe szürke, ezüstszürke, fehér, ill. a sárga különböző árnyalatai.
Szőrzete: a pireneusi juhászkutya szőrzete nagyon jól védi tulajdonosát az időjárás ellen, és mellesleg gyorsan is szárad. Az egyszínű fauve (szőkétől a barnáig) és szürke szőrzet mellett előfordulhat a két szín keveredése is, különböző árnyalatokban. Ritkább a fekete és a harlekin (foltos) szőrzet. A kis pireneusi bundája hosszú vagy félhosszú, de mindig sűrű és szinte teljesen sima vagy csak enyhén hullámos, a faron és a combokon sűrűbb és gyapjasabb. Vastagsága valahol a kecskeszőr és birkagyapjú között helyezkedik el.

## Jellemzői
Engedelmes kutya, igen minimális vadászösztönnel. Idegenekkel szemben általában bizalmatlan, vagy legalábbis várakozó álláspontra helyezkedik. A kanok 40–48, a szukák 38–46 cm magasak. Kiváló szellemi és fizikai adottságainak köszönhetően nagyon jó agility-versenyző, az új méretkategória bevezetésével – a 35 és 43 cm marmagasság közötti kutyák számára – még inkább a sheltie alternatívája lehet, mert a két fajta méretéből és felépítéséből kifolyólag a médium ugrómagasságot a pireneusi könnyedebben teljesíti.

## Külső hivatkozások
- Képek
- Videó a fajtáról